# Numero primo gigantesco
Un numero primo gigantesco è un numero primo con almeno 10 000 cifre decimali.
Il termine apparve sul Journal of Recreational Mathematics, nell'articolo "Raccogliere primi giganteschi e titanici" (1992) di Samuel Yates.
Chris Caldwell, che continuò la raccolta di Yates sul suo sito The Prime Pages, riferisce di aver cambiato il requisito originale imposto da Yates (5 000 cifre) in 10 000 cifre, quando gli fu chiesto di modificare l'articolo dopo la morte di Yates. Alcuni primi di tali dimensioni erano già conosciuti, ma i moderni PC oggi ne riescono a trovare molti in un giorno.
Il primo ad essere stato scoperto fu il primo di Mersenne 244497 − 1; ha 13395 cifre e venne scoperto nel 1979 da Harry Nelson e David Slowinski.
Il più piccolo primo gigantesco è 109999 + 33603. La sua primalità venne dimostrata nel 2003 da Jens Franke, Thorsten Kleinjung e Tobias Wirth con il loro programma ECPP, e fu, a quel tempo, il più grande numero la cui primalità è stata dimostrata con l'ECPP.